# Ischnosoma bergrothi
Ischnosoma bergrothi är en skalbaggsart som först beskrevs av Hellén 1925.  Ischnosoma bergrothi ingår i släktet Ischnosoma, och familjen kortvingar. Arten är reproducerande i Sverige.